# Siretorp och Sandviken
Siretorp och Sandviken is een plaats in de gemeente Sölvesborg in het landschap Blekinge en de provincie Blekinge län in Zweden. De plaats heeft 155 inwoners (2005) en een oppervlakte van 80 hectare.